# مستعمرة بوفام

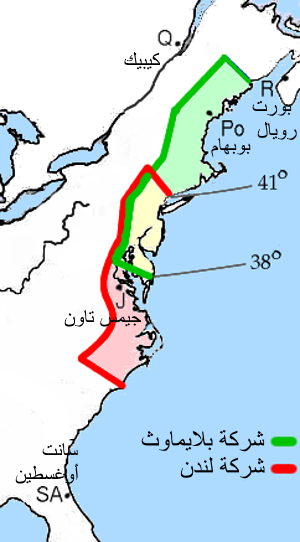

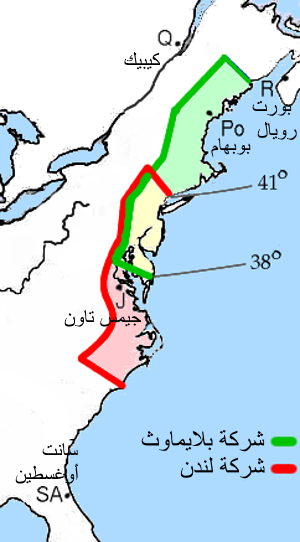

كانت مستعمرة بوفام (معروفة أيضًا باسم مستعمرة ساجادوك) مستوطنة إنكليزية قصيرة الأمد في أمريكا الشمالية. تأسست في عام 1607 من قبل شركة فرجينيا التابعة لشركة بليماوث، وتقع في مدينة فيبسبورغ الحالية بولاية مين بالقرب من مصب نهر كينبيك. تأسست بعد بضعة أشهر من مستعمرة جيمستاون في 4 مايو عام 1607 من قبل شركة فرجينيا في لندن في مقاطعة جيمس سيتي الحالية بولاية فرجينيا.
كانت مستعمرة بوفام أول مستعمرة في المنطقة عرفت باسم نيو إنجلاند، فقد تأسست بعد خمس سنوات من تأسيس معسكر قصير في جزيرة كوتي هانك. ألغيت هذه المستعمرة بعد عام واحد فقط، على ما يبدو بسبب التغيرات في صفوف القيادة أكثر من عدم نجاحها. كانت الخسائر في أرواح المستعمرين في 1607 و1608 في بوفام أقل بكثير من تلك التي شهدتها جيمس تاون.
أنجزت أول سفينة بناها الإنجليز في العالم الجديد خلال العام الذي وجدت فيه مستعمرة بوفام وأبحرت عبر المحيط الأطلسي إلى إنجلترا. يبدو أنَّ السفينة التي حملت اسم فرجينيا ساجاداهوك كانت صالحة للإبحار، وعبرت المحيط الأطلسي مرة أخرى بنجاح في عام 1609 كجزء من مهمة التزويد الثالثة للسيد كريستوفر نيوبورت إلى جيمستاون. نجت فرجينيا من عاصفة ضخمة استمرت ثلاثة أيام في طريقها. يعتقد أنها كانت بمثابة إعصار دمر المشروع البحري الكبير الجديد (مغامرة البحر) في برمودا.
فُقد الموقع الدقيق لمستعمرة بوفام حتى أُعيد اكتشافه في عام 1994. يقع جزء كبير من هذا الموقع التاريخي الآن في متنزه شاطئ بوفام، وهو مدرج في السجل الوطني للأماكن التاريخية.

## التاريخ

### التأسيس
كانت بوفام مشروعًا لشركة بليماوث التي كانت أحد القسمين المتنافسين في شركة فرجينيا الملكية التي استأجرها الملك جيمس في عام 1606 لجمع الأموال الخاصة من المستثمرين من أجل إسكان ولاية فرجينيا. أُطلق اسم فيرجينيا في ذلك الوقت على الساحل الشرقي لأمريكا الشمالية بأكمله من فلوريدا الإسبانية إلى فرنسا الجديدة في كندا. كانت تلك المنطقة تحت حكم التاج الإسباني من الناحية الشكلية لكن لم يحتلها الإسبان.
حصلت شركة بليماوث على ميثاق ملكي وحقوق تملك الساحل الواقع بين 38 درجة و45 درجة شمالاً، منحت شركة لندن المنافسة حق تملك الساحل بين 34 درجة و41 درجة شمالاً. زرع المستعمرون أولاً في المناطق غير المتداخلة، ثم انتقلوا إلى المنطقة المتداخلة بين 38 درجة و41 درجة إذ ذهبت إلى الشركة التي أثبتت أنها قوية بما يكفي لاستعمارها.

### المستعمرون
أبحرت أول سفينة لشركة بليماوث (سميت ريتشارد) في أغسطس عام 1606 لكن الإسبان اعترضوها واستولوا عليها بالقرب من فلوريدا في نوفمبر.
كانت المحاولة التالية أكثر نجاحًا. إذ تمثلت مهمة البعثة في العثور على الذهب والممر الشمالي الغربي (وهو ممر نهري إلى الصين) لصيد السمك والقندس بحثًا عن الفراء وبيعه وإثبات أنَّ غابات العالم الجديد يمكنها بناء سفن إنجليزية.
غادر نحو 120 مستعمرًا من بليماوث في 31 مايو 1607 على متن سفينتين بهدف تجارة المعادن الثمينة والتوابل والفراء، ولإثبات إمكانية استخدام الغابات المحلية لبناء السفن الإنجليزية. كان جورج بوفام كابتن سفينة (هدية الإله) ورالي جيلبرت في المرتبة الثانية بعده. كان كابتن السفينة الثانية روبرت ديفيز. كان جيمس ديفيس القائد في السفينة واحتفظ بمذكرات تعتبر واحدة من أهم المصادر المعاصرة للمعلومات حول مستعمرة بوفام. (أطلق اسم بوفام نسبة للداعم المالي الرئيسي السير جون بوفام وابن أخيه جورج بوفام زعيم المستعمرة). حُفظت المذكرات في متحف لامبث في لندن. أصبح جيمس ديفيس في وقت لاحق كابتن السفينة التي بناها المستعمرون تحت اسم فيرجينيا، والتي قامت برحلتين على الأقل عبر المحيط الأطلسي. كان روبرت وجيمس على الأرجح من عائلات من البحارة من ديفون في إنجلترا.
كان السيد جون بوفام رئيس القضاة في إنجلترا، بينما كان جيلبرت نجل السير همفري جيلبرت وابن أخ السير والتر رالي. وكان من بين الممولين الآخرين السير فرديناندو جورجيس الحاكم العسكري لبليماوث. أتت الكثير من المعلومات حول الأحداث في المستعمرة من رسائله ومذكراته. وكان من بين المستوطنين القس ريتشارد سيمور حفيد السير إدوارد سيمور دوق سومرسيت وشقيق جين سيمور. رافق البعثة تسعة أعضاء من المجلس وستة من السادة، بينما كان الباقون جنودًا وفنانين ومزارعين وتجارًا.

### حصن سانت جورج
بني حصن سانت جورج الذي سُمي على اسم قديس إنجلترا (مار جرجس) في بداية منطقة تسمى سابينو على بعد عشرة أميال (15 كيلومترًا) جنوب ما يعرف الآن باسم باث في مين في مدينة فيبسبورغ.
رسم المستعمر جون هنت خريطة المستعمرة في 8 أكتوبر 1607. أدرج اسم هانت في سجل المستعمرة بصفة رسام. أظهرت خريطته حصنًا على شكل نجمة احتوى على خنادق وأسوار وثمانية عشر مبنى بما في ذلك منزل الأدميرال وكنيسة صغيرة ومستودع ومصنع براميل وغرفة حراسة. احتوى حصن سانت جورج على تسعة مدافع بأحجام مختلفة.
بيعت خريطة هانت للسفير الإسباني بيدرو دي زونيغا في لندن. ثم نُقلت الخريطة إلى الملك فيليب الثالث ملك إسبانيا في عام 1608. اكتشفت في عام 1888 في الأرشيف الوطني الإسباني. قد تكون هذه نسخة من الخريطة الأصلية المفقودة، وهي فريدة من نوعها باعتبارها النسخة الوحيدة الباقية للمخططات الأصلية لمستوطنة إنجليزية في الأمريكتين.
جرى التخلي عن حصن سانت جورج بعد عام من احتلاله وهو الآن موقع أثري.

### بداية المشاكل
أرسل بوفام وجيلبرت بعثات استقصائية إلى أعلى النهر وتواصلا مع قبيلة أبيناكي، وهي قبيلة هندية تابعة لشعوب الغونكوين في شمال شرق أمريكا الشمالية. كتب بوفام في رسالة إلى الملك أن السكان الأصليين أخبروهم أن المنطقة مليئة بالموارد التي يمكن استغلالها بسهولة. ومع ذلك فشلت المستعمرة في التعاون مع القبيلة.
دلّ وصول الصيف متأخرًا على عدم وجود الوقت للزراعة والحصول على الطعام. عاد نصف المستعمرين إلى إنجلترا في ديسمبر 1607 على متن سفينة (هدية الإله) بسبب عدم كفاية الإمدادات. واجه المستعمرون الآخرون شتاءً باردًا تجمد خلاله نهر كينبيك. حدث حريق دمر المخزن والمؤن على الأقل. وقد أوضح التنقيب إمكانية حدوث حرائق أخرى. انقسم المستعمرون إلى قسمين، دعم أحدهما جورج بوفام ودعم الآخر رالي جيلبرت. توفي جورج بوفام في 5 فبراير 1608 وأصبح رالي جيلبرت رئيس المستعمرة في 5 فبراير عام 1608 عن عمر ناهز 25 عامًا.
أنهى المستعمرون مشروعًا رئيسيًا واحدًا تمثل ببناء سفينة ذات حمولة 30 طنًا أطلقوا عليها اسم فرجينيا. كانت أول سفينة بنيت في أمريكا من قبل الأوروبيين، وكان يفترض أن تثبت إمكانية استخدام المستعمرة لبناء السفن. تمكنوا أخيرًا من التجارة مع قبيلة أبيناكي في الفراء وجمع شحنة من نبات الفشاغ البري.

## عمليات التنقيب الحديثة
لم تنجح عمليات التنقيب الأولى للمنطقة في الستينيات. اكتشف جيفري برين من متحف بيبودي إسيكس في عام 1994 موقع المستعمرة باستخدام خريطة هانت كدليل. بدأ التنقيب في عام 1997 وكشف في وقت لاحق عن منزل الأدميرال ومخزن ومبنى لتخزين المشروبات الكحولية. كما أثبت أنّ خريطة هانت كانت دقيقة للغاية. تقع أجزاء من الحصن بما في ذلك الكنيسة والمقبرة على ملكية خاصة غير متاح التنقيب فيها ويقع الجزء الجنوبي من الحصن ضمن طريق عام. انتهت أعمال الحفر في عام 2005. وقد أصبح جزء من الموقع الآن حديقة عامة صغيرة غرب مدينة فورت بوفام.